# Proa

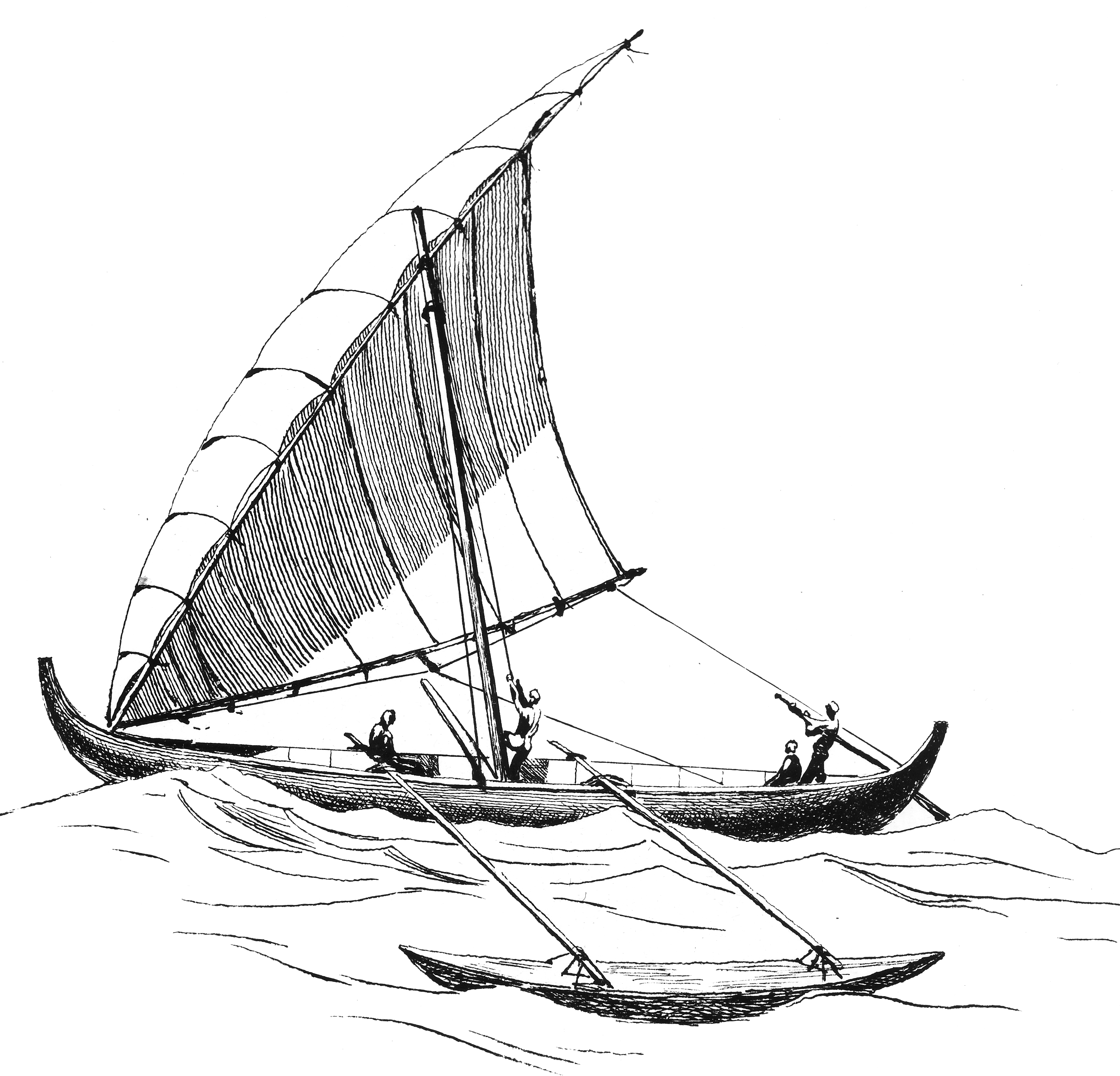
Proa

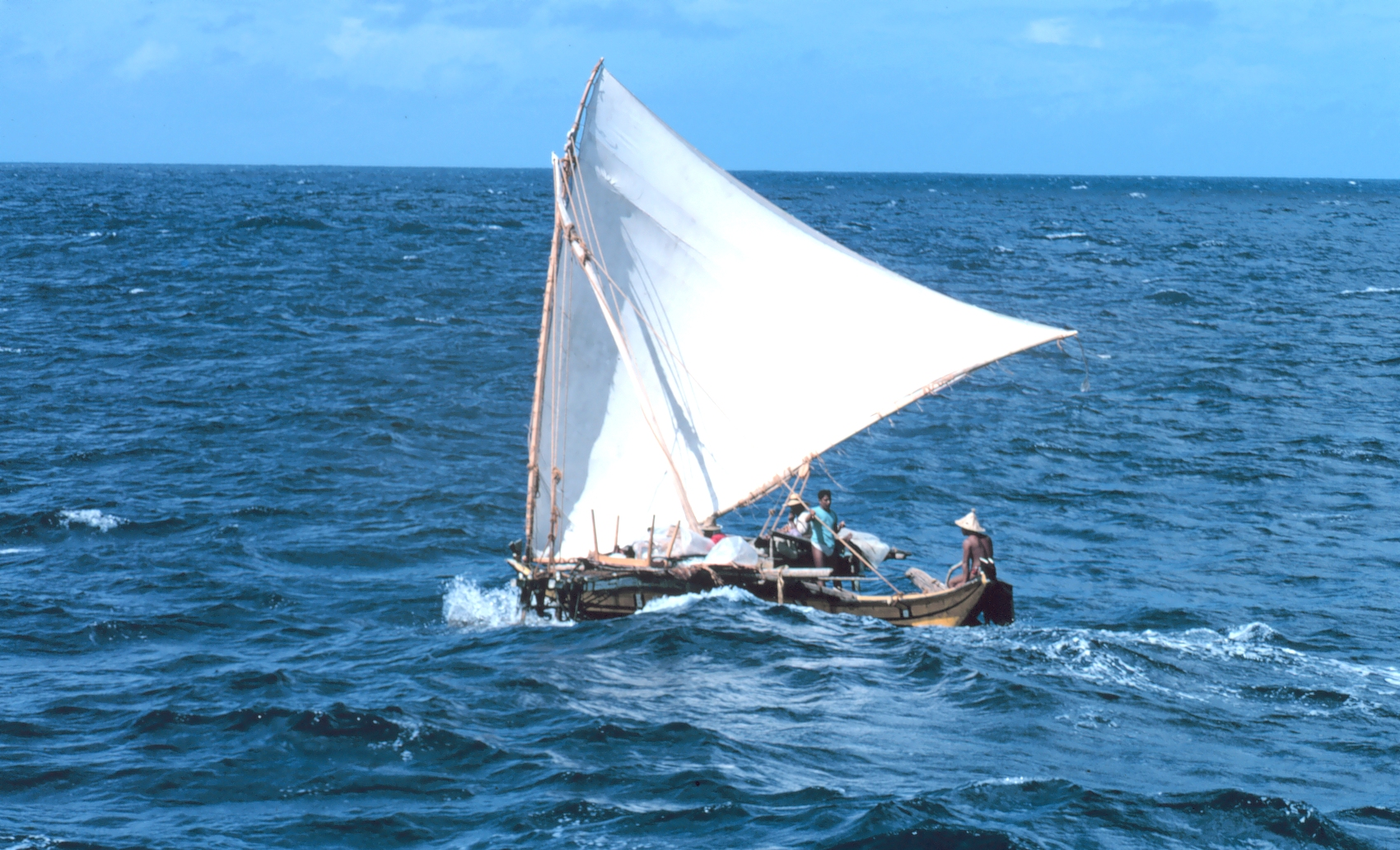
Eine Proa im Inselgebiet der Karolinen

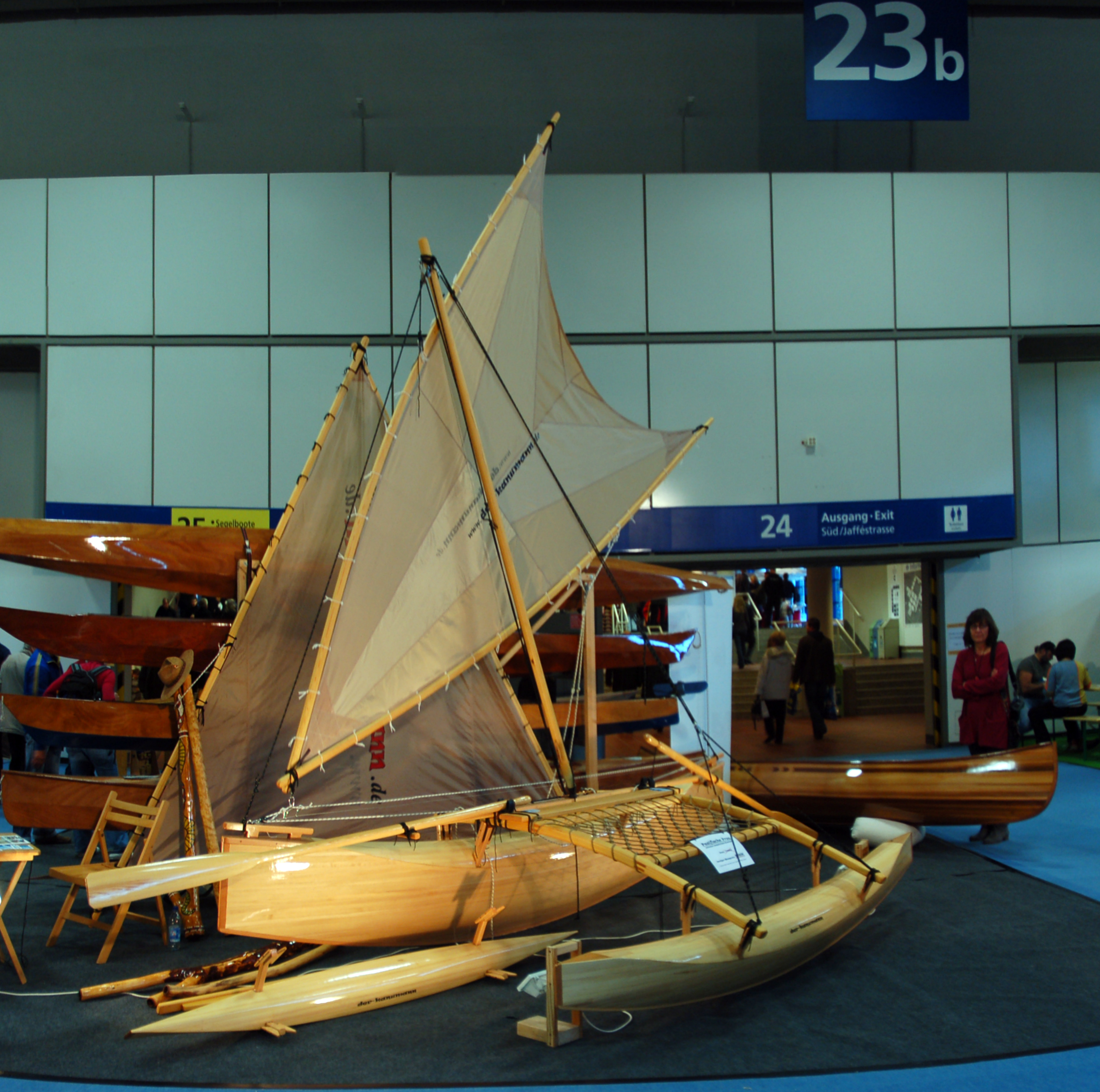
Proa als Neubau

Die Proa oder Prau, malaiisch perahu, niederl. prauw, engl. prow, auch Prahu, ist ein Segelschiffstyp aus Indonesien und dem südpazifischen Raum. In der malaiischen Sprache steht perahu für „Boot“, „Segelboot“ und im engeren Sinn für ein Auslegerboot mit Segel.
Gebaut werden die ungewöhnlich schmalen Schiffsrümpfe meist aus hartem Teakholz. Unter dem Einfluss fremder Kulturkreise entstand eine Vielzahl von Prau-Typen. Dazu zählen die Prau Mayang, die Prau Bedang aus Madura und die Paduakan aus Java. Letztere ist bis zu 30 m lang und 6 m breit. Gemeinsames Merkmal aller Prau-Typen sind asymmetrisch gesetzte Segel.
Proas oder Auslegerkanus gehören neben den Katamaranen und den Trimaranen zu den Mehrrumpfbooten. Eine Proa hat zwei Rümpfe, von denen der eine größer als der andere ist. Proas sind Segelboote und fahren typischerweise ein Krebsscherensegel. Neben dem Krebsscherensegel gibt es in jüngerer Vergangenheit Modelle, die mittels Kite, einem Lenkdrachen, gefahren werden. Bei diesem Modell sitzt der Segler auf einem rollengelagerten Sitz, welcher auf einer Schiene zwischen den Rümpfen bewegt werden kann. Durch die Verlagerung des Schwerpunktes sind höhere Geschwindigkeiten als bei vielen Einrumpfbooten möglich.
Das Rigg befindet sich dabei auf dem großen Rumpf (Waka, auch Wa’aka), der kleine Rumpf wird immer in Luv (der dem Wind zugewandten Seite) gefahren. Er dient als Gegengewicht, die Ausbalancierung erfolgt durch Mannschaftsmitglieder.
Im Gegensatz zu Einrumpfbooten gibt es bei der Proa keine Wende oder Halse, bei denen Bug oder Heck durch den Wind gebracht werden. Da das Boot längssymmetrisch ist, werden bei einem Richtungswechsel einfach Bug und Heck ausgetauscht (auch shunting genannt, siehe Video unten).